# Gayageum

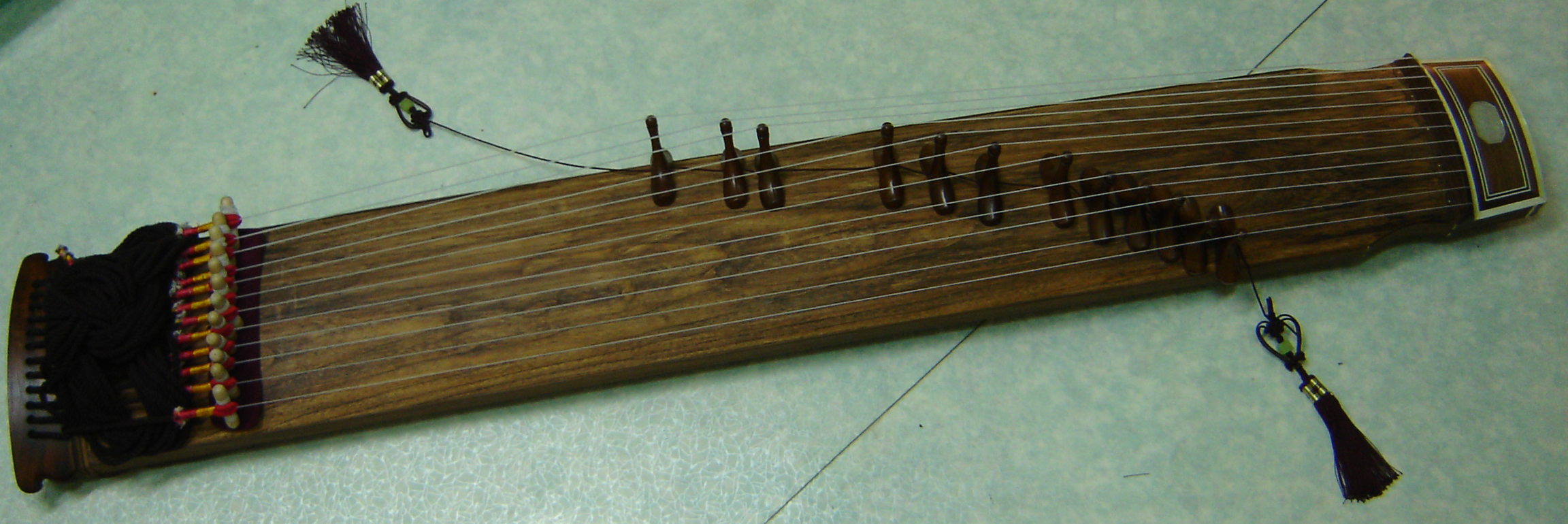
Gayageum.

Gayageum (koreanska: 가야금), även kayagum är ett traditionellt koreanskt musikinstrument. Det är en typ av cittra och troligen Koreas mest kända instrument. En gayageum är gjord i trä och har vanligen  minst 12 strängar.
Instrumentet lär ha använts sedan 500-talet och har stora likheter med den japanska koton, den kinesiska guzhengen och den vietnamesiska đàn tranh.